# آرلن آلدا
آرلن آلدا (انگلیسی: Arlene Alda؛ زادهٔ ۱۲ مارس ۱۹۳۳) عکاس، نویسنده اهل ایالات متحده آمریکا است.
وی همچنین برندهٔ جوایزی همچون برنامه فولبرایت شده‌است.

## تحصیلات
او از دانش‌آموختگان کالج هانتر است.